# Wolfhagen
Wolfhagen é uma cidade alemã situada ao norte do estado de Hesse, no distrito de Kassel. Está situada a 12 km a sudoeste de Bad Arolsen, e a 23 km oeste de Kassel.